# 上埃格施陶湖

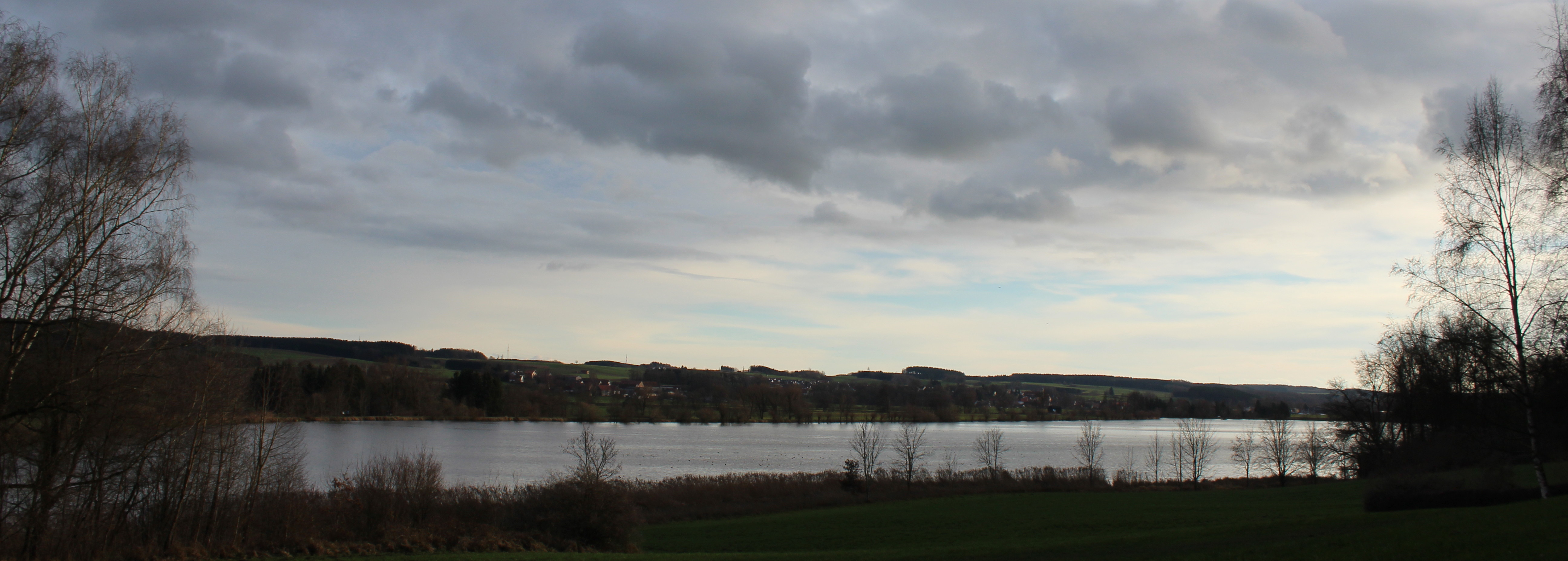

上埃格施陶湖（德語：Oberegger Stausee），是德國的湖泊，位於該國東南部，由巴伐利亞州負責管轄，處於代森豪森，長1.2公里、寬0.3公里，面積0.4平方公里，海拔高度497米。